# Flora Antarctica
Flora Antarctica (abreviado Fl. Antarct.) es un libro de botánica escrito por Joseph Dalton Hooker y editado en 1844–1859. Flora Antarctica: the botany of the Antarctic voyage. Tiene 3 volúmenes.

## Viaje a la Antártida
Joseph Dalton Hooker se educó en el instituto de Glasglow y su formación académica fue en la Universidad de Glasgow, donde se graduó como médico en 1839. Esta licenciatura le capacitaba para el Servicio Médico Naval, por lo que tras firmar un contrato como asistente de cirujano del Erebus, se unió a la expedición antártica al polo sur magnético de Sir James Clark Ross.
La expedición estaba formada por dos barcos, el HMS Erebus y el Terror. Fue el último gran viaje de exploración realizado íntegramente marítimo. Hooker era el más joven de los 128 tripulantes. Navegó en el Erebus como ayudante de Robert McCormick, quien, además de ser el cirujano del barco tenía la misión de recoger especímenes zoológicos y geológicos. 
Los barcos zarparon el 30 de septiembre de 1839 y, antes de dirigirse a la Antártida, visitaron Madeira, Tenerife, Santiago, Isla de Quail en el archipiélago de Cabo Verde, Archipiélago de San Pedro y San Pablo,
Trinidad al este de Brasil, Santa Helena y el Cabo de Buena Esperanza.
Hooker recogió colecciones de plantas en cada punto visitado y durante la travesía las dibujó, así como especímenes de algas y vida marina que eran subidos a bordo por medio de redes.
Desde el Cabo se dirigieron al océano austral. Su primera parada fueron las islas Crozet anclando en Isla Possession para hacer una entrega de café a los cazadores de focas. Después partieron hacia las islas Kerguelen donde pasaron varios días. Joseph identificó 18 plantas, 35 musgos y hepáticas, 25 líquenes y 51 algas incluyendo algunas que no habían sido descritas por el cirujano William Anderson cuando James Cook visitó en 1772. La expedición pasó algún tiempo en Hobart y la Tierra de Van Diemen para, a continuación, trasladarse a las islas Auckland, a las islas Campbell y continuar hacia la Antártida para localizar el polo sur magnético. Tras 5 meses en la Antártida regresaron a Hobart para reabastecerse y zarparon hacia Sídney y las Bay of Islands en Nueva Zelanda. Dejaron Nueva Zelanda para regresar a la Antártida y tras pasar 138 días en el mar y una colisión entre El Erebus y el Terror, navegaron hacia las islas Malvinas, Tierra del Fuego, de vuelta a las Malvinas y por tercera vez a la Antártida. La expedición hizo una parada en la isla Cockburn y tras partir de la Antártida se detuvieron en el Cabo, Santa Helena e Isla Ascensión. Los barcos regresaron a Inglaterra el 4 de septiembre de 1843; el viaje fue un éxito para Ross, ya que fue el primero en confirmar la existencia del continente austral y cartografiar buena parte de su línea costera.